# Dunkla drifter
Dunkla drifter är en spansk film från 1983 i regi av Pedro Almodóvar.

## Rollista
Filmen har kvinnliga skådespelare i alla ledande roller, varav flera har anlitats flitigt av Almodóvar, såsom Julieta Serrano, Carmen Maura, Marisa Paredes och Chus Lampreave. Även Cecilia Roth syns i en liten biroll.
| Cristina Sánchez Pascual | – Yolanda Bell, sångerska                                |
| Julieta Serrano          | – Julia, abbedissa                                       |
| Chus Lampreave           | – Syster Kloakråtta, nunna                               |
| Marisa Paredes           | – Syster Dynga, nunna                                    |
| Carmen Maura             | – Syster Förtappad, nunna                                |
| Lina Canalejas           | – Syster Orm, nunna                                      |
| Mary Carrillo            | – Markisinnan                                            |
| Manuel Zarzo             | – Kaplanen                                               |
| Cecilia Roth             | – Merche, f.d. skyddsling och älskarinna till abbedissan |